# Macrochelys
Macrochelys – rodzaj żółwi z rodziny skorpuchowatych (Chelydridae).

## Zasięg występowania
Rodzaj obejmuje gatunki występujące endemicznie w Stanach Zjednoczonych.

## Systematyka

### Etymologia
- Macrochelys: gr. μακρος makros „długi”[7]; χελυς khelus „żółw rzeczny”[8].
- Macroclemys: gr. μακρος makros „długi”[7]; κλεμμυς klemmus „żółw”[9]. Gatunek typowy: Chelonura temminckii Troost, 1835.
- Gypochelys: gr. γυψ gups, γυπος gupos „sęp”[10]; χελυς khelus „żółw rzeczny”[8]. Gatunek typowy: Chelonura temminckii Troost, 1835.

### Podział systematyczny
Do rodzaju należą następujące współcześnie występujące gatunki: 
- Macrochelys suwanniensis Thomas, Granatosky, Bourque, Krysko, Moler, Gamble, Suarez, Leone & Roman, 2014
- Macrochelys temminckii Troost, 1835 – skorpucha sępia[11]

oraz gatunki wymarłe:
- Macrochelys auffenbergi Dobie, 1968
- Macrochelys schmidti Zangerl, 1945
- Macrochelys stricta Matthew, 1924